# Тренирани мечки
„Тренирани мечки“ (на английски: Trained Bears) е американски късометражен документален ням филм от 1894 година на продуцента и режисьор Уилям Кенеди Диксън, заснет от притежаваната от Томас Едисън компания Едисън Манюфакчъринг Къмпъни.